# FC Bilombé
FC Bilombé is een voetbalclub uit Congo-Brazzaville uit de stad Pointe-Noire. Ze komen uit in de Premier League, de nationale voetbalcompetitie van het land.